# Marseillan (Gers)
Marseillan (gaskognisch: Marselhan) ist eine französische Gemeinde mit 83 Einwohnern (Stand 1. Januar 2022) im Département Gers in der Region Okzitanien (bis 2015 Midi-Pyrénées); sie gehört zum Arrondissement Mirande und zum Gemeindeverband Cœur d’Astarac en Gascogne. Die Bewohner nennen sich Marseillanois/Marseillanoises.

## Geografie
Marseillan liegt rund acht Kilometer südwestlich von Mirande und 28 Kilometer südwestlich von Auch im Süden des Départements Gers. Die Gemeinde besteht aus Weilern, zahlreichen Streusiedlungen und Einzelgehöften. Der Fluss Osse bildet streckenweise die östliche Gemeindegrenze.
Nachbargemeinden sind Bars im Norden, Saint-Maur im Osten, Laas im Süden, Südwesten und Westen sowie Pallanne im Nordwesten.

## Bevölkerungsentwicklung
| Jahr                       | 1793 | 1831 | 1962 | 1968 | 1975 | 1982 | 1990 | 1999 | 2006 | 2011 | 2016 |
| Einwohner                  | 194  | 306  | 108  | 107  | 87   | 100  | 82   | 68   | 79   | 97   | 96   |
| Quellen: Cassini und INSEE |      |      |      |      |      |      |      |      |      |      |      |